# DDR-Juniorenmannschaftsmeisterschaft im Badminton
DDR-Juniorenmannschaftsmeisterschaften im Badminton fanden seit der Saison 1960/1961 statt. Offiziell wurden sie als Meisterschaften der AK 14-17 ausgetragen, die Teilnehmer mussten zum Stichtag also jünger als 18 Jahre sein. Erster Titelträger wurde Traktor Doberlug-Kirchhain. Erfolgreichster Titelsammler war Einheit Greifswald mit zwölf Titeln, gefolgt von EBT Berlin mit fünf und Aktivist Tröbitz mit vier Siegen. Für die jüngeren Talente wurde 1970 eine DDR-Meisterschaft der Altersklasse 12/13 (entspricht in der heutigen Nomenklatur der U14) eingeführt. Davor wurden seit 1963 inoffizielle Bestenermittlungen in Dorfchemnitz durchgeführt.

## Altersklasse 14-17

### Austragungsorte
| Saison    | Datum                        | Ort          |
| --------- | ---------------------------- | ------------ |
| 1960/1961 | 11./12. Februar 1961         | Greifswald   |
| 1961/1962 |                              | Greifswald   |
| 1962/1963 |                              |              |
| 1963/1964 | 2./3. Mai 1964               | Demmin       |
| 1964/1965 | 10./11. April 1965           | Leipzig      |
| 1965/1966 | 30. April / 1. Mai 1966      | Tröbitz      |
| 1966/1967 | 29./30. April 1967           | Eibau        |
| 1967/1968 | 23./24. März 1968            | Greifswald   |
| 1968/1969 | 29./30. März 1969            | Görlitz      |
| 1969/1970 | 31. Januar / 1. Februar 1970 | Ilmenau      |
| 1970/1971 | 27./28. März 1971            | Berlin       |
| 1971/1972 | 26./27. Februar 1972         | Eberswalde   |
| 1972/1973 | 24./25. März 1973            | Dorfchemnitz |
| 1973/1974 | 6. April 1974                | Hoyerswerda  |
| 1974/1975 | 5./6. April 1975             | Hoyerswerda  |
| 1975/1976 | 23.–25. April 1976           | Dorfchemnitz |
| 1976/1977 | 28./29. Mai 1977             | Potsdam      |
| 1977/1978 | 20./21. Mai 1978             | Plauen       |
| 1978/1979 | 12./13. Mai 1979             | Hoyerswerda  |
| 1979/1980 |                              |              |
| 1980/1981 |                              |              |
| 1981/1982 |                              |              |
| 1982/1983 |                              |              |
| 1983/1984 |                              |              |
| 1984/1985 | 11./12. Mai 1985             | Greifswald   |
| 1985/1986 |                              |              |
| 1986/1987 |                              |              |
| 1987/1988 |                              | Greifswald   |
| 1988/1989 |                              | Lugau        |
| 1989/1990 | 30.6./1.7. 1990              | Dresden      |

### Sieger und Platzierte
| Saison    | Gold | Silber | Bronze |
| --------- | --- | --- | --- |
| 1960/1961 | Traktor Doberlug-Kirchhain (Hans-Joachim Lehmann, Dietmar Pollehn, Karl-Heinz Stabenow, Hedda Teichgräber, Hildegund Rehklau, Hans-Werner Kaiser, Erich Wilde, Volkmar Lehmann, Trainer Lothar Zapf) | HSG DHfK Leipzig (Karin Horn, Beate Herbst, Brigitte Rudolph, Volker Herbst, Lutz Müller, Gerd Hachmeister, Reinhard Küssing, Hellmut Göhrig)            | Motor Fürstenwalde (Erwin Apitz, Hartmut Münch, Eberhard Türschmann, Sabine Naql, Heidemarie Apitz, Klaus Runge, Peter Wald)                                                              |
| 1961/1962 | Motor IFA Karl-Marx-Stadt (Joachim Schimpke, Harald Richter, Annemarie Bendig, Klaus Renner, Elke Lein)                                                                                              | Aktivist Zipsendorf (Frank Fache, Großer, Dietze, Irene Beilschmidt)                                                                                     | Traktor Doberlug-Kirchhain (Siegfried Kirmse, Margit Pietzke, Gerd Pigola, Hedda Teichgräber, Hans-Joachim Lehmann, Thomas Klaue)                                                         |
| 1962/1963 | HSG DHfK Leipzig (Volker Herbst, Lutz Müller, Margit Pietzke, Marianne Döhler, Dagmar Herbst, Binder, Wendler, + 1 Herr, Trainer Gottfried Standke)                                                  | Motor IFA Karl-Marx-Stadt (Harald Richter, Bernd Böhme, Klaus Renner, Klaus Eidam, Rainer Richter, Christine Wächtler, Elke Lein)                        | Aktivist Tröbitz (Jürgen Bommel, Klaus-Peter Färber, Gerd Wendt, Siegfried Kirmse, Harry Deinert, Heidrun Hapke, Gerlinde Krusche)                                                        |
| 1963/1964 | Aktivist Tröbitz (Jürgen Bommel, Klaus-Peter Färber, Gerd Wendt, Siegfried Kirmse, Hubert Höhne, Heidrun Hapke, Gerlinde Krusche)                                                                    | EBT Berlin (Wolfgang Bartz, Horst Helmdag, Heinz Franz, Lothar Diehr, Matuschka, Bärbel Jeltsch, Hannelore Schulz)                                       | SG Bräunsdorf |
| 1964/1965 | Aktivist Tröbitz | EBT Berlin | Einheit Greifswald |
| 1965/1966 | Einheit Greifswald | Aktivist Tröbitz | Dynamo Freiberg |
| 1966/1967 | SG Gittersee (Jürgen Schulz, Rolf Börner, Hans Eulitz, Frank Jentsch, Jutta Tietze, Marina Göpfert)                                                                                                  | Einheit Greifswald (Erfried Michalowsky, Edgar Michalowski, Hans-Jürgen Schirrmacher, Ralf Peters, Lothar Michalowsky, Gisela Rediek, Hannelore Günther) | Aktivist Tröbitz (Roland Riese, Werner Michael, Bernd Bäcker, Monika Thiere) |
| 1967/1968 | Aktivist Tröbitz (Roland Riese, Bernd Bäcker, Werner Michael, Alfred Kraus, Monika Thiere, Angelika Seifert)                                                                                         | Aufbau Themar | SG Gittersee |
| 1968/1969 | Aktivist Tröbitz (Roland Riese, Bernd Bäcker, Alfred Kraus, Monika Thiere, Angelika Seifert) | SG Gittersee (Steffen Körbitz, Gunther Fröhlich, Rolf Börner, Jutta Tietze, Marina Göpfert, Gerlinde Baumgart)                                           | Einheit Dorfchemnitz (Dieter Rößler, Werner Dornbusch, Steffen Reichel, Maria Fiebig, …)                                                                                                  |
| 1969/1970 | Empor Eichwalde (Wolfram Schröter, Dieter Braun, Dieter Schwanz, Detlef Sprenger, Jürgen Homburg, Edeltraud Flechner, Ursula Kaul)                                                                   | Einheit Dorfchemnitz | SG Gittersee |
| 1970/1971 | EBT Berlin (Edeltraud Flechner, Bärbel Graewert, Wolfram Schröter, Dieter Schwarz, Dieter Braun, Detlef Sprenger, Frank Thüm, Michael Schöneberg)                                                    | Stahl Nordwest Leipzig (Harald Fenske, Reinhardt Fenske, Klaus-Dieter Hartmann, Piske, …)                                                                | Einheit Dorfchemnitz |
| 1971/1972 | EBT Berlin | Einheit Pädagogik Leipzig | Einheit Dorfchemnitz (Roland Grießbach, Frank Grießbach, Volker Grießbach, Bernd Schramm, Gunter Palitzsch, Klaus Fritzsche, Maria Fiebig, Rosi Haselbacher, Silvia König, Angela Wenzel) |
| 1972/1973 | Einheit Dorfchemnitz | Einheit Greifswald | Lok Bitterfeld |
| 1973/1974 | Aktivist Niederwürschnitz | Einheit Greifswald | Lok Kirchmöser |
| 1974/1975 | Aktivist Niederwürschnitz | Einheit Greifswald | Einheit Dorfchemnitz |
| 1975/1976 | Aktivist Niederwürschnitz | Kühlautomat Berlin (Jörg-Peter Palm, Michael Schmidt, Wolfgang Hillbricht, Frank Kattner, Gerd Reinhold, Petra Tobien, Michaela Junker)                  | Einheit Dorfchemnitz |
| 1976/1977 | Einheit Greifswald | Kühlautomat Berlin (Jörg-Peter Palm, Wolfgang Hillbricht, Andreas Pape, Andreas Rotkait, Petra Tobien, Michaela Junker, Anne-Kathrin Baumgarth)          | Einheit Dorfchemnitz |
| 1977/1978 | Einheit Greifswald | Kühlautomat Berlin (Andreas Pape, Andreas Rotkait, Rainer Kunau, Uwe Görsch, Gerald Ziermer, Petra Tobien, Michaela Junker)                              | SG Robur Zittau |
| 1978/1979 | Einheit Greifswald | Aktivist Niederwürschnitz | SG Robur Zittau |
| 1979/1980 | Einheit Greifswald | Aktivist Niederwürschnitz | SG Robur Zittau |
| 1980/1981 | Einheit Greifswald (Thomas Mundt, Andreas Margies, Jörg Hollatz, …) | Aktivist Niederwürschnitz (Uwe Süß, Steffen Lindner, Jens Weber, Thomas Bley, Erik Kiwitter, Heike Hähnlein, Sylke Schmidt, Heike Weber)                 | SG Robur Zittau |
| 1981/1982 | Einheit Greifswald (Thomas Mundt, Jörg Hollatz, Grit Joseph, Michaela Junker, …) | Aktivist Niederwürschnitz | Aktivist Mittenwalde (Katrin Schlotte, …) |
| 1982/1983 | Empor Brandenburger Tor Berlin (Dirk Hickl, Torsten Zippel, Kai Abraham, Manuela Engler, Katrin Schlotte)                                                                                            | Einheit Greifswald (Mike Joseph, Frank Brandenburg, Dirk Fenner, Axel Mews, Kerstin Bohn, Annette Schulz)                                                | SG Robur Zittau (Holger Wippich, Steffen Neumann, Adam, Roswitha Trabs, Gundel Walther)                                                                                                   |
| 1983/1984 | Empor Brandenburger Tor Berlin (Kai Abraham, Jacqueline Bolduan, Torsten Zippel, Olaf Bahn, Manuela Engler, Katrin Schlotte)                                                                         | Einheit Greifswald (Mike Joseph, Axel Mews, Frank Brandenburg, Kerstin Bohn)                                                                             | HSG DHfK Leipzig (Sven Weise, Alexander Pigola, Axel Hundorf, Thomas Bölke) |
| 1984/1985 | Einheit Greifswald (Mike Joseph, Axel Mews, Jens Thonack, Kerstin Bohn) | Empor Brandenburger Tor Berlin (Kai Abraham, Mario Schauder, Gabi Kaarz, Jacqueline Bolduan)                                                             | Medizin Luckau (Anko Menne, Ulf Menne, …) |
| 1985/1986 | Einheit Greifswald | Union Mühlhausen | Fortschritt Tröbitz |
| 1986/1987 | Einheit Greifswald (Sandra Kraft, Anja Teschke, André Wiechmann, Barbara Kühmstedt) | HSG DHfK Leipzig | Elektronik Gera |
| 1987/1988 | Einheit Greifswald | SG Gittersee (Uwe Jens Renner, Gerald Hempel, Volker Hempel, Heiko Unger, Hendrik Hempel, Jana Eistel, Susann Brock)                                     | Wismut Karl-Marx-Stadt |
| 1988/1989 | Einheit Greifswald (Andreas Mundt, Brösel, Thomas Paul, Thomas Bohn, Karsten Neumann, Katja Michalowsky, Ulrike Jähne, Anke Kunisch)                                                                 | Fortschritt Tröbitz (Maik Schubert, Marcus Hampel, Jean Deinert, Thomas Riese, Thomas Winkler, Peggy Richter, Heike Goedicke)                            | Lok Gera (Thomas Geisler, René Siegmund, Heiko Geisler, Jens Burgold, Sandra Seyfarth, Marlis Seidel)                                                                                     |
| 1989/1990 | Empor Brandenburger Tor Berlin, Alexander Böhm, Conrad Hückstädt, Jörg Schott, Daniel Kostyra, Anja Weber, Angela Schmidt                                                                            | SG Gittersee (Gerald Hempel, Volker Hempel, Lars Flemming, Lars Eistel, Candida Pretzsch, Katja Rössner, Katrin Schäfer)                                 | Stahl Merseburg |

## Altersklasse 12/13

### Austragungsorte
| Saison    | Datum               | Ort              |
| --------- | ------------------- | ---------------- |
| 1962/1963 |                     |                  |
| 1963/1964 | 3.–5. April 1964    | Dorfchemnitz     |
| 1964/1965 | 28.–30. Mai 1965    | Dorfchemnitz     |
| 1965/1966 |                     | Dorfchemnitz     |
| 1966/1967 | 5.–8. Mai 1967      | Dorfchemnitz     |
| 1967/1968 | 29./30. Juni 1968   | Dorfchemnitz     |
| 1968/1969 |                     | Dorfchemnitz     |
| 1969/1970 | 1.–3. Mai 1970      | Dorfchemnitz     |
| 1970/1971 | 24./25. April 1971  | Hoyerswerda      |
| 1971/1972 | 21.–23. April 1972  | Zwenkau          |
| 1972/1973 | 26./27. Mai 1973    | Eberswalde-Finow |
| 1973/1974 | 30./31. März 1974   | Berlin           |
| 1974/1975 | 11.–13. April 1975  | Dorfchemnitz     |
| 1975/1976 | 15./16. Mai 1976    | Hoyerswerda      |
| 1976/1977 | 21./22. Mai 1977    | Eibau            |
| 1977/1978 | 5.–7. Mai 1978      | Senftenberg      |
| 1978/1979 | 21./22. April 1979  | Berlin           |
| 1979/1980 | 26./27. April 1980  | Greiz            |
| 1980/1981 |                     | Meißen           |
| 1981/1982 |                     |                  |
| 1982/1983 |                     |                  |
| 1983/1984 |                     | Berlin           |
| 1984/1985 | 17./18. Mai 1985    | Tröbitz          |
| 1985/1986 |                     |                  |
| 1986/1987 |                     |                  |
| 1987/1988 |                     | Merseburg        |
| 1988/1989 |                     | Neugattersleben  |
| 1989/1990 | 24.–26. August 1990 | Tröbitz          |

### Sieger und Platzierte
| Saison    | Gold | Silber | Bronze |
| --------- | --- | --- | --- |
| 1962/1963 | Aktivist Tröbitz | Einheit Dorfchemnitz | Einheit Oelsnitz |
| 1963/1964 | Aktivist Tröbitz | SG Gittersee | Dynamo Freiberg |
| 1964/1965 | Aktivist Tröbitz | Einheit Dorfchemnitz | Empor Döbeln |
| 1965/1966 | Einheit Dorfchemnitz | Aktivist Tröbitz | Lok Haldensleben |
| 1966/1967 | Einheit Dorfchemnitz | Empor Eichwalde (Wolfram Schröter, Dieter Braun, Joachim Homburg, Detlef Sprenger, Edeltraud Flechner, Karin Ledig)                                              | Turbine Markranstädt |
| 1967/1968 | Empor Eichwalde (Wolfram Schröter, Dieter Braun, Dieter Schwanz, Jürgen Homburg, Edeltraud Flechner, Ursula Kaul)                                        | Turbine Markranstädt | Einheit Dorfchemnitz |
| 1968/1969 | Einheit Dorfchemnitz | Empor West Zwickau | Lok Bischofswerda |
| 1969/1970 | Einheit Dorfchemnitz (Frank Grießbach, Bernd Schramm, Gunter Palitzsch, Klaus Fritzsche, Rosi Haselbacher, Silvia König, Angela Wenzel)                  | Empor Eichwalde (Detlef Sprenger, Jürgen Homburg, Ralf Pohl, Clemens Drieschner, Lutz Fahrenbruch, Karin Dommisch, Marlis Kittel)                                | Motor Hermsdorf |
| 1970/1971 | Empor Eichwalde (Jürgen Homburg, Michael Schmidt, Ralf Pohl, Wolfgang Hillbricht, Michael Sprenger, Angelika Kuhrt, Renate Schnell, Marita Anwand)       | Einheit Dorfchemnitz | Motor Hermsdorf |
| 1971/1972 | Einheit Dorfchemnitz | FSG Wildau (Jörg-Peter Palm, Michael Schmidt, Wolfgang Hillbrecht, Michael Sprenger, Manfred Hoffmann, Hans-Jürgen Jeziorowski, Petra Tobien, Jutta Jeziorowski) | TSG Fürstenwalde |
| 1972/1973 | FSG Wildau (Jörg-Peter Palm, Wolfgang Hillbricht, Frank Peterwitz, Hans-Jürgen Jeziorowski, Michael Sprenger, Petra Tobien, Silvia Brüll, Annette Rosin) | Einheit Dorfchemnitz | TSG Lübbenau |
| 1973/1974 | Einheit Dorfchemnitz | Einheit Greifswald | Motor Robur Zittau |
| 1974/1975 | Motor Robur Zittau | Einheit Dorfchemnitz | Kühlautomat Berlin (Andreas Pape, Frank Kattner, Andreas Rotkait, Michael Rosin, Lars Rosenthal, Petra Tobien, Annette Rosin, Anne-Kathrin Baumgarth) |
| 1975/1976 | Aktivist Niederwürschnitz (Heike Hähnlein, Sylke Schmidt, Kerstin Rosner, Jörg Geißler, Uwe Süß, Matthias Schramm, Thomas Bley, Ronald Dietrich)         | Wismut Karl-Marx-Stadt | Kühlautomat Berlin (Andreas Pape, Frank Kattner, Andreas Rotkait, Michael Rosin, Ulrich Wirth, Ina Schulze, Kerstin Mierke)                           |
| 1976/1977 | Aktivist Niederwürschnitz | Einheit Greifswald | Wismut Karl-Marx-Stadt |
| 1977/1978 | Aktivist Niederwürschnitz | Einheit Dorfchemnitz | Einheit Greifswald |
| 1978/1979 | Einheit Dorfchemnitz (René Uhlig, Delphine Lehmann, Heiko Stiehl, Holger Härtwig, Xenia Bachmann, Hickl, Übungsleiter Werner Scheithauer)                | Medizin Luckau (Mario Uhlemann, Karsten Fritzsche, …) | Empor Brandenburger Tor Berlin |
| 1979/1980 | Empor Brandenburger Tor Berlin | Rotation Erfurt (Steffen Pohl, Stefan Quade, Mike Feiler, Tobias Pohl, Katrin Franke, Manuela Ruge, Katrin Meißner)                                              | Aktivist Niederwürschnitz |
| 1980/1981 | EBT Berlin (Kai Abraham, Olaf Bahn, Schmahl, Mario Schauder, Jacqueline Bolduan, Dörte Fritzsche)                                                        | Aktivist Niederwürschnitz (Holger Muster, Steffen Küttner, Michaela Tröger, Silvio Trommler, Ines Büttner, Andrea Blietz, Ronny Matthes, Björn Abendroth)        | Einheit Greifswald |
| 1981/1982 | Einheit Greifswald (Mike Joseph, Frank Brandenburg, Axel Mews, Kerstin Bohn, Jana Vaupel)                                                                | EBT Berlin (Mario Schauder, Steffen Wolf, Jacqueline Bolduan, Dörte Fritzsche)                                                                                   | Fortschritt Tröbitz (Jörg Deutschmann, René Born, Heiko Vogt, Petra Schubert, Antje Pohling)                                                          |
| 1982/1983 | EBT Berlin (Steffen Wolf, Michael Krumpel, …) | Union Mühlhausen (Torsten Ehrlich, Drewlo, Annett Lorenz, Heike Heutzenröder, …)                                                                                 | SG Freital (Kerstin Blümel, Torsten Müller, …) |
| 1983/1984 | Post Berlin | Wismut Karl-Marx-Stadt | Union Mühlhausen |
| 1984/1985 | Fortschritt Tröbitz (Mirko Czerwenka, Marko Czerwenka, Marcus Hampel, Jean Deinert, Sven Michael, Peggy Richter, Heike Goedicke)                         | Lok Bitterfeld (Marco Pfeil, Maik Schubert, Stefan Schmidt, Dirk Flache, Ramona Pohl, Annett Steinort)                                                           | Wohnungsbaukombinat Erfurt (Detlef Roth, Maik Landgraf, Thomas Jeske, Thomas Huth, Bettina Pohl, Katrin Ortmann, Susan Jahn)                          |
| 1985/1986 | Fortschritt Tröbitz | Aktivist Niederwürschnitz | Elektronik Gera |
| 1986/1987 | Aktivist Niederwürschnitz (Arian Oeser, Dirk Mädler) | Einheit Greifswald (Thomas Bohn, Anke Kunisch, Weichbrodt, Katja Michalowsky, …)                                                                                 | Bergmann Borsig Berlin (Alexander Radeboldt, Joerend, Andreas Behnke, Laura Kluge, Markert, Sylke Lellinger)                                          |
| 1987/1988 | Stahl Merseburg (Steffen Hefter, Steffen Bretfeld, Dominik Krah, Ronny Jäger, Matthias Brandt, Claudia Ludwig, Kerstin Graupner)                         | Bergmann Borsig Berlin | Einheit Greifswald |
| 1988/1989 | Bergmann Borsig Berlin | Einheit Greifswald | Pentacon Görlitz |
| 1989/1990 | Bergmann Borsig Berlin (Alexander Radeboldt, Andreas Behnke, Andreas Ziese, Christian Sprenger, Kluge, Barutzki)                                         | SV Blau-Weiß Tröbitz | Pentacon Görlitz |